# Niederweiler
Niederweiler là một đô thị ở Rhein-Hunsrück district, bang Rheinland-Pfalz, Đức.